# المعراض
المعراض یک منطقهٔ مسکونی در قطر است که در شهرداری الریان واقع شده‌است. المعراض ۱۹٫۸ کیلومتر مربع مساحت دارد ۴۰ متر بالاتر از سطح دریا واقع شده‌است.